# سوكلا (آن)
سوكلا (بالفرنسية: Souclin)‏ هي بلدية فرنسية تقع في إقليم الآن في فرنسا. رمز إنسي لها هو:1411. أما الرمز البريدي لها فهو: 1150.